# O, ce veste minunată!
O, ce veste minunată! este un colind, cântat de Crăciun de populațiile vorbitoare de limbă română. Cântecul și versurile sunt în domeniul public.
Melodia din tezaurul folcloric romȃnesc a fost culeasă de muzicologul și folcloristul Dumitru Kiriac-Georgescu (1866-1928).

## Versuri
O, ce veste minunată,

Din Vifleem ni s-arată!
Astăzi s-a născut
Cel făr' de-nceput
Cum au zis prorocii.

Că la Vifleem Maria

Săvârșind călătoria,
Într-un mic lăcaș
Din acel oraș
S-a născut Mesia.

Pe Fiul în al Său nume

Tatăl L-a trimis în lume
Să se nască
și să crească,
Să ne mântuiască.

E Iisus Domnul cel mare,

Grija Lui, Dumnezeu are.
Noi îL lăudăm,
Lui ne închinăm
Cu credință tare.

Păstorii văzând în zare,

Pe cer o lumină mare,
Ei fluierau,
Îngerii cântau,
Și cu toți se bucurau.

## Muzica
PDF PDF